# カッツァーゴ・サン・マルティーノ
カッツァーゴ・サン・マルティーノ（伊: Cazzago San Martino）は、イタリア共和国ロンバルディア州ブレシア県にある、人口約11,000人の基礎自治体（コムーネ）。

## 地理

### 位置・広がり

#### 隣接コムーネ
隣接するコムーネは以下の通り。
- アドロ
- コルテ・フランカ
- エルブスコ
- オスピタレット
- パッシラーノ
- ロヴァート
- トラヴァリアート

### 地震分類
イタリアの地震リスク階級 (it) では、3 に分類される
。

## 行政

### 分離集落
カッツァーゴ・サン・マルティーノには、以下の分離集落（フラツィオーネ）がある。
- Barco, Bornato, Calino, Costa, Pedrocca